# Бакингхем (округ)
Округ Бакингхем (англ. Buckingham County) располагается в США, штате Виргиния. По состоянию на 2010 год, численность населения составляла 17 146 человек. Получил своё название в честь герцога Бекингемa.

## География
По данным Бюро переписи США, общая площадь округа равняется 1513 км², из которых 1502 км² суша и 10 км² или 0,7 % это водоёмы.

### Соседние округа
- Флуванна (Виргиния) — северo-восток
- Камберленд (Виргиния) — восток
- Принс-Эдуард (Виргиния) — юг
- Аппоматтокс (Виргиния) — юго-запад
- Нельсон (Виргиния) — запад
- Албемарл (Виргиния) — северo-запад

## Демография
По данным переписи населения 2010 года в округе проживает 17 146 жителей в составе 5 695 домашних хозяйств. Плотность населения составляет 10,0 человек на км². На территории округа насчитывается 7 294 жилых строения. Расовый состав населения: белые — 62,5 %, афроамериканцы — 35,1 %, коренные американцы (индейцы) — 0,3 %, азиаты — 0,4 %, представители двух или более рас — 1,6 %. Испаноязычные и латиноамериканцы составляли 1,7 % населения.
В составе 26,30 % из общего числа домашних хозяйств проживают дети в возрасте до 18 лет, 48,1 % домашних хозяйств представляют собой супружеские пары проживающие вместе, 15,3 % домашних хозяйств представляют собой одиноких женщин без супруга, 5,6 % домашних хозяйств представляют собой одиноких мужчин без супруги, 31,1 % домашних хозяйств не имеют отношения к семьям, 26,1 % домашних хозяйств состоят из одного человека. Средний размер домашнего хозяйства составляет 2,48 человека, и средний размер семьи 2,95 человека.
Возрастной состав округа: 19,2 % моложе 18 лет, 6 % от 20 до 24, 13 % от 25 до 34, 22,8 % от 35 до 49, 22 % от 50 до 64, и 14,30 % от 65 и старше. Средний возраст жителя округа 41,7 лет. 
Средний доход на домохозяйство в округе составлял 36 378 USD. Среднестатистический заработок мужчины был 36 240 USD против 32 327 USD для женщины. Доход на душу населения составлял 16 938 USD. Около 21,1 % общего населения находились ниже черты бедности.